# Maria Pia de Saboia
Maria Pia de Saboia (em italiano: Maria Pia di Savoia; Turim, 16 de outubro de 1847 – Nichelino, 5 de julho de 1911), foi uma princesa italiana, esposa do Rei D. Luís I e Rainha Consorte de Portugal e Algarves de 1862 até 1889. Era filha do rei Vítor Emanuel II da Itália, e de sua esposa, a arquiduquesa Adelaide da Áustria. Maria Pia ficou conhecida como "O Anjo da Caridade" e "A Mãe dos Pobres" por sua compaixão e causas sociais.

## Biografia

### Primeiros anos

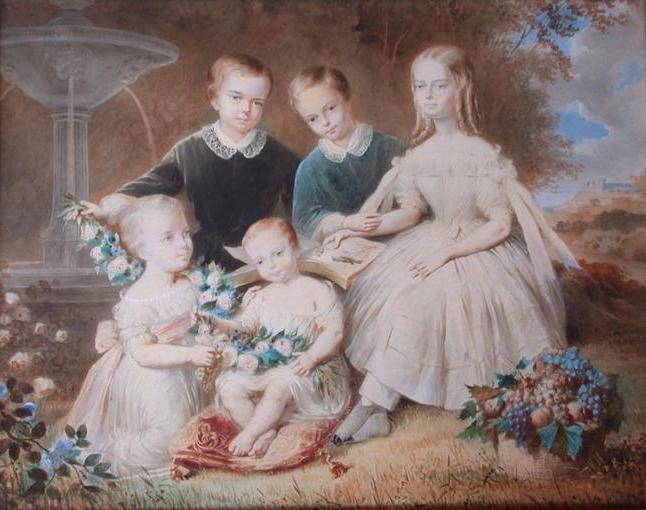
Filhos de Vítor Emanuel II e Adelaide da Áustria, c. 1850. Maria Pia (ao centro) era a mais nova.

Dona Maria Pia era a segunda filha do rei Vítor Emanuel II da Sardenha (em 1861, tornou-se o primeiro rei da Itália) e da arquiduquesa austríaca Adelaide da Áustria. Seus pais eram primos-irmãos. Teve sete irmãos, entre os quais o rei Humberto I da Itália e o rei Amadeu I de Espanha. A irmã mais velha, Maria Clotilde de Saboia, desposou um sobrinho de Napoleão Bonaparte. No dia do seu baptismo, o Papa Pio IX, seu padrinho, concedeu-lhe a Rosa de Ouro.
Recebeu uma educação semelhante à das outras princesas europeias, tendo aprendido gramática, geografia, história, desenho e educação musical. Era uma aluna razoável, mas não se aplicava muito ao estudo; tinha jeito para o desenho e para a música, mas tinha dificuldade em aprender línguas estrangeiras. Maria Pia e os seus irmãos viviam no Palácio de Turim e frequentavam outros palácios, como Moncalieri, Racconigi, Casotto e Stupinigi.

## Casamento

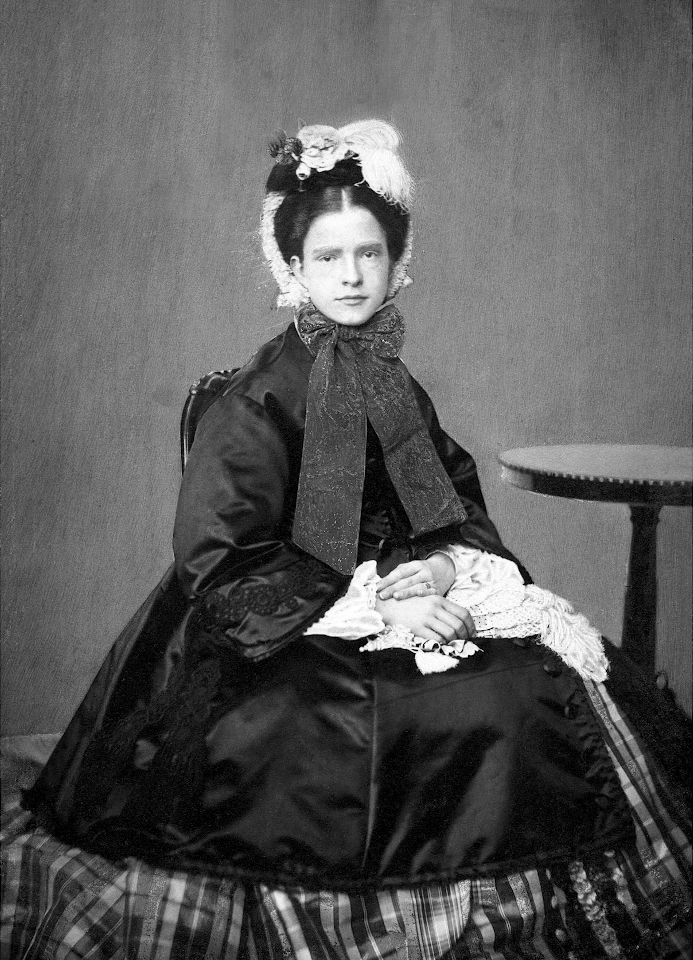
Maria Pia, c. 1860.

Quando D. Pedro V de Portugal faleceu sem descendência, em 1861, sucedeu-lhe ao trono o irmão, o infante D. Luís de Bragança. Dom Luís, com 23 anos, viu-se obrigado a abandonar a carreira na Marinha, para se dedicar aos assuntos do reino. Não tendo o novo rei herdeiros, houve alguma urgência no seu casamento com uma princesa europeia, tendo a escolha recaído sobre Maria Pia de Saboia.
D. Luís anunciou publicamente a sua intenção de casar a 29 de abril de 1862, dia do 36.º aniversário da outorga da Carta Constitucional portuguesa de 1826.[carece de fontes?] O contrato de casamento foi negociado por Luís António de Abreu e Lima, Conde da Carreira e, pela parte italiana, por Jacques Durando, Ministro dos Estrangeiros, e por Jean Nigra, senador. O contrato foi concluído em Turim, a 9 de agosto de 1862.
D. Maria Pia casou-se com o rei D. Luís I de Portugal, por procuração, na capela do Palácio Real de Turim, em 27 de setembro de 1862, contando com quinze anos incompletos. D. Luís foi representado pelo Duque de Loulé e pelo Príncipe de Carignano, Eugénio Manuel de Saboia-Villafranca-Soissons, e a bênção nupcial foi dada pelo arcebispo de Génova, Andreas Charvaz. Em virtude do falecimento recente da mãe do rei D. Fernando II, Maria Antónia de Koháry, não se deram, em Lisboa, algumas das celebrações que haviam sido planeadas para o dia do casamento por procuração, iluminando-se apenas algumas habitações.
Antes de partir para Portugal, D. Maria Pia entregou ao síndico de Turim 20 mil francos para distribuir pelos pobres, tendo pedido também a Vítor Emanuel II, seu pai, para decretar uma amnistia para todos os presos políticos. O pedido de D. Maria Pia foi acedido.
No dia 29 de setembro, a jovem rainha de Portugal embarcou a bordo da corveta Bartolomeu Dias, partindo para Lisboa, acompanhada pelas corvetas Estefânia e Sagres, e pelas corvetas italianas Maria Adelaide (que levava a bordo o seu irmão, o Príncipe Humberto, que a acompanhava), Duca di Genova, Italia, Garibaldi, e o vapor aviso Anthion. Acompanhavam-nos, ainda um iate francês (onde seguiam a princesa Maria Clotilde e o príncipe Napoleão José Carlos Paulo Bonaparte), e duas fragatas russas. A esquadra chegou à capital portuguesa a 5 de outubro, onde tinha à sua espera fora da barra os vapores de guerra Lince e Argos, os vapores de comércio D. Antónia, D. Luís, Açoriano e Torre de Belém. A corveta Bartolomeu Dias fundeou em frente a Belém, subindo imediatamente a bordo o rei D. Luís, o rei D. Fernando II, o Conselho de Estado e o Ministério.

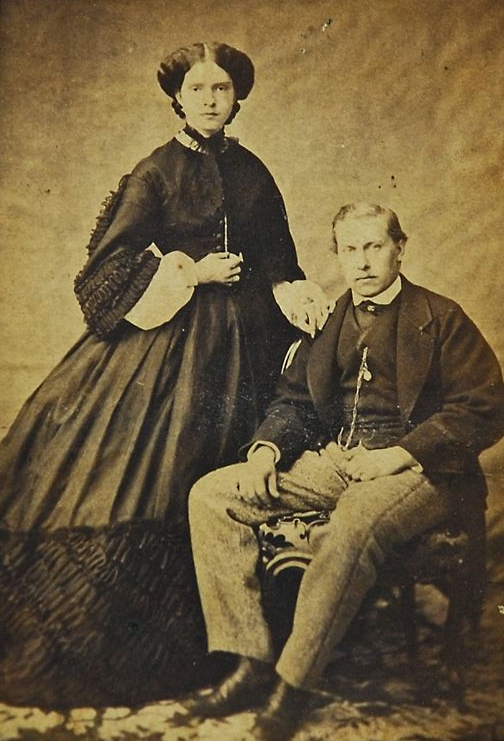
D. Luís I e D. Maria Pia de Saboia em 1862.

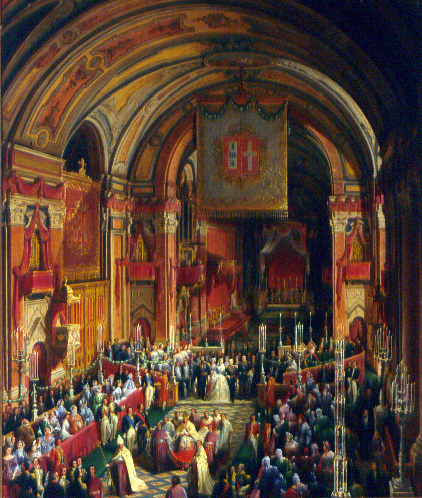
Casamento de D. D. Luís I e de D. Maria Pia na Igreja de São Domingos em 1862.

O desembarque da rainha teve lugar no dia seguinte. Construiu-se um vistoso pavilhão na Praça do Comércio, com um friso com inscrições da autoria de António Feliciano de Castilho:
| “ | Do lado do mar Da bella Italia Estrella Soberana. Sejas bemvinda á Paria Lusitana!, Do lado da terra Filha de Reis Heroes, de Heroes Origem, em nova Italia os céus throno de amor te erigem. | ” |

Concluída a entusiástica cerimónia na Praça do Comércio, o grandioso cortejo dirigiu-se para a Igreja de São Domingos, onde se procedeu à cerimónia da ratificação do casamento pelo Cardeal Patriarca D. Manuel I. O coro de cento e trinta e um músicos entoou o Te Deum, expressamente composto e dedicado a Suas Majestades por Manuel Inocêncio Liberato dos Santos.
Em comemoração do real consórcio realizaram-se festas durante três dias, havendo brilhantes iluminações, tanto nos edifícios públicos, como em muitas casas particulares.

### Rainha

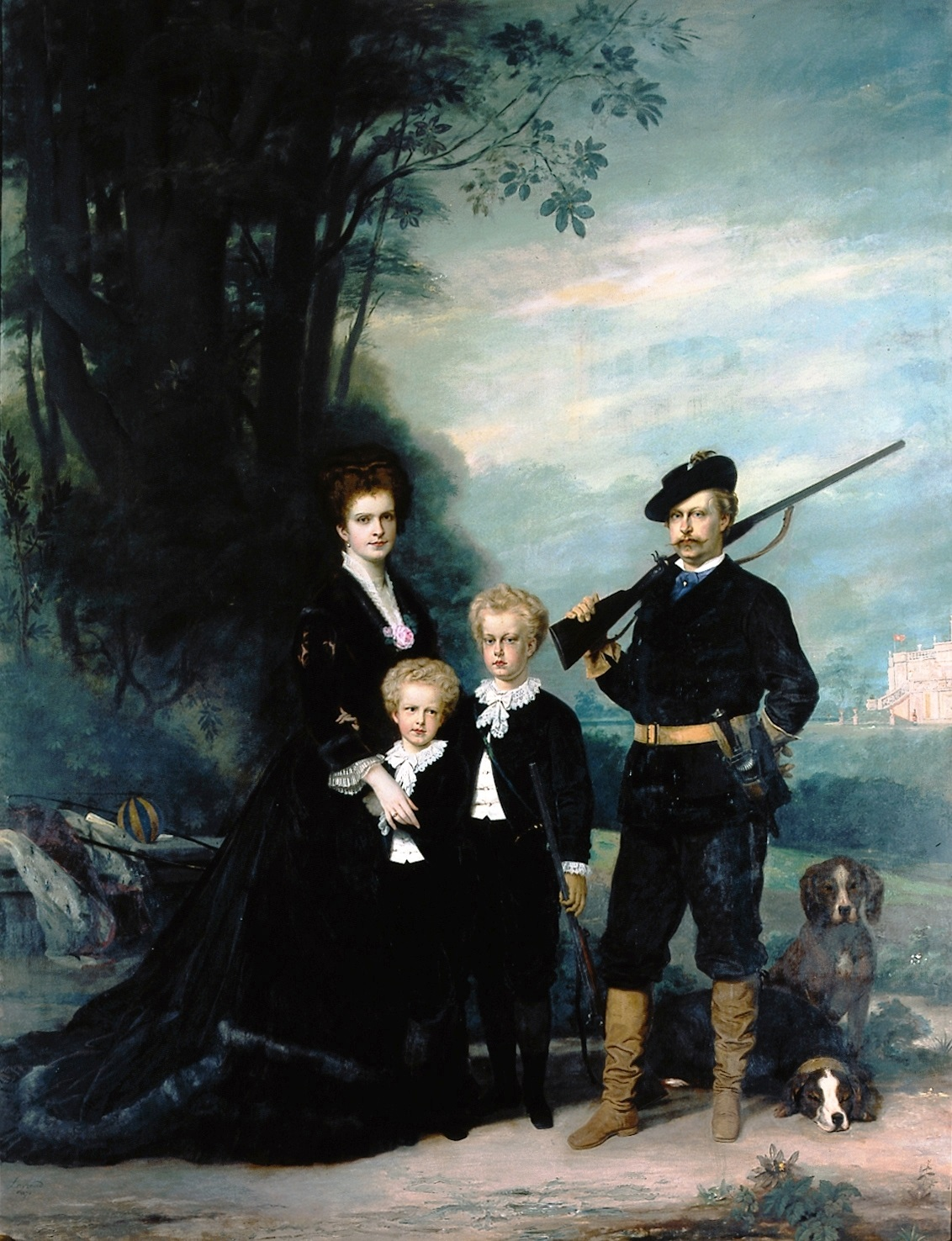
A Família Real Portuguesa
Joseph Layraud, 1876

Rainha aos quinze anos, D. Maria Pia cumpriu rapidamente o seu principal papel, assegurando a sucessão ao trono com o nascimento do príncipe real D. Carlos de Bragança, em 28 de setembro de 1863, e do infante D. Afonso de Bragança, em 31 de julho de 1865, titulado como Duque do Porto.
Mulher de temperamento meridional, foi mãe extremosa dos seus filhos e rainha atenta aos mais necessitados. Durante o rigoroso Inverno de 1876, no qual muitas famílias ficaram na miséria devido às grandes inundações que a chuva provocou, a rainha tomou a iniciativa de organizar uma comissão de angariação de donativos. O sucesso desta comissão fez com que a rainha formasse um fundo especial, com que se foram socorrendo muitas famílias vítimas da dureza dos invernos. Tanto a Câmara dos Deputados como a Câmara dos Pares exaltaram a iniciativa e, inclusivamente, a sociedade francesa Société d'Encouragement au Bien conferiu-lhe a grande medalha de honra, em 1877. Quando, nesse mesmo ano, a fome afligiu os povos do Ceará em consequência das grandes secas que ali houve, D. Maria Pia propôs, e foi aprovado, que do cofre dos inundados se retirasse uma avultada quantia, destinada a socorrer as vitimas daquela calamidade.
Em março de 1888, quando circulou em Lisboa a notícia do calamitoso incêndio do Teatro Baquet, no Porto, D. Maria Pia partiu imediatamente de comboio, numa noite de temporal, vestida de luto. Destacou-se pela solidariedade para com os parentes das vítimas, correndo pelas vielas mais sórdidas da cidade portuense, a distribuir esmolas a todos os afectados.

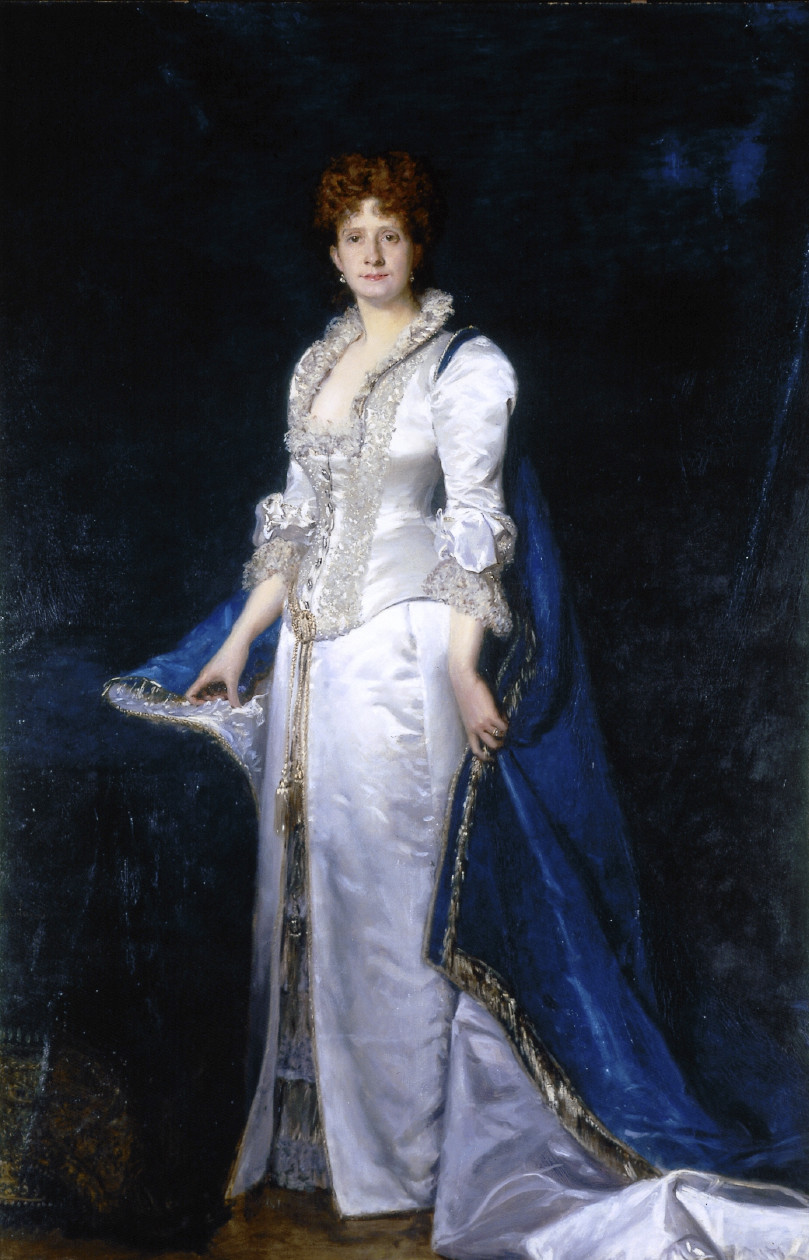
Retrato de D. Maria Pia
Carolus-Duran, 1880

Benemérita incansável, fundou inúmeros estabelecimentos de solidariedade social, como são exemplos a Creche Victor Manuel, na Tapada da Ajuda, em 1 de novembro de 1878, mandando construir um edifício próprio para esse fim.
Habituada aos luxos da corte de Turim, D. Maria Pia era amante da alta costura e de festas, como bailes de máscaras. Numa noite de fevereiro de 1865, chegou a usar três trajes diferentes.[carece de fontes?] Maria Pia ficou conhecida como O Anjo da Caridade e A Mãe dos Pobres por sua compaixão e causas sociais; entretanto, proferiu uma famosa frase em resposta à crítica de um dos seus ministros devido ao preço das suas extravagâncias: "Quem quer rainhas, paga-as!". Uma compradora compulsiva, com os seus gastos exorbitantes em vestuário luxuoso (toiletes que nunca repetia), decorações e inúmeras outras frivolidades dispendiosas, a rainha depressa esgotava o orçamento anual que lhe estava destinado pelo governo, recorrendo então ao orçamento do marido, que também rapidamente se exauria.
D. Maria Pia manteve-se, geralmente, alheia aos assuntos políticos. Só quando o Marechal Duque de Saldanha cercou o Palácio da Ajuda em 1870, numa revolta que ficou conhecida para a História como a Saldanhada, obrigando o rei a nomeá-lo presidente do Conselho de Ministros, é que a rainha demonstrou a sua diligência política. D. Maria Pia terá então exclamado ao marechal: Se eu fosse o rei, mandava-o fuzilar!
Em 19 de outubro de 1889, D. Maria Pia assistiu, de forma excecional, o marido durante a sua terrível agonia, na Cidadela de Cascais. Sucedeu ao marido o seu filho mais velho, D. Carlos, tornando-se D. Maria Pia na Rainha-mãe.
Sabe-se que, na década de 1890, praticou fotografia com algum êxito.

### Reinado do filho e do neto

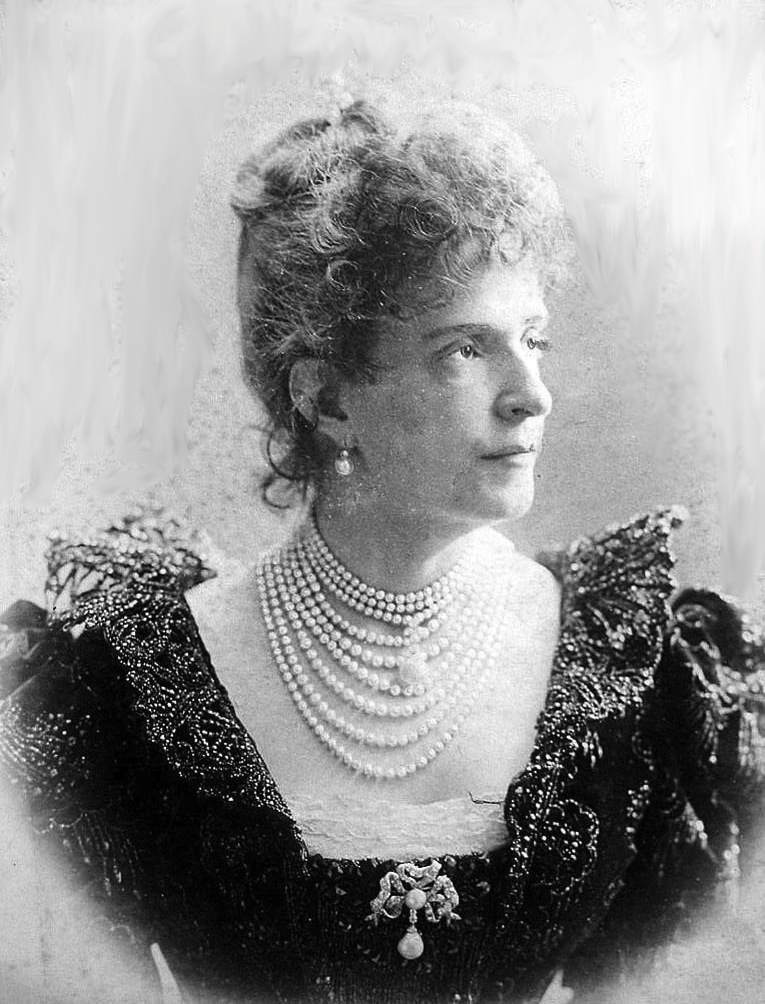
Rainha-viúva Maria Pia.

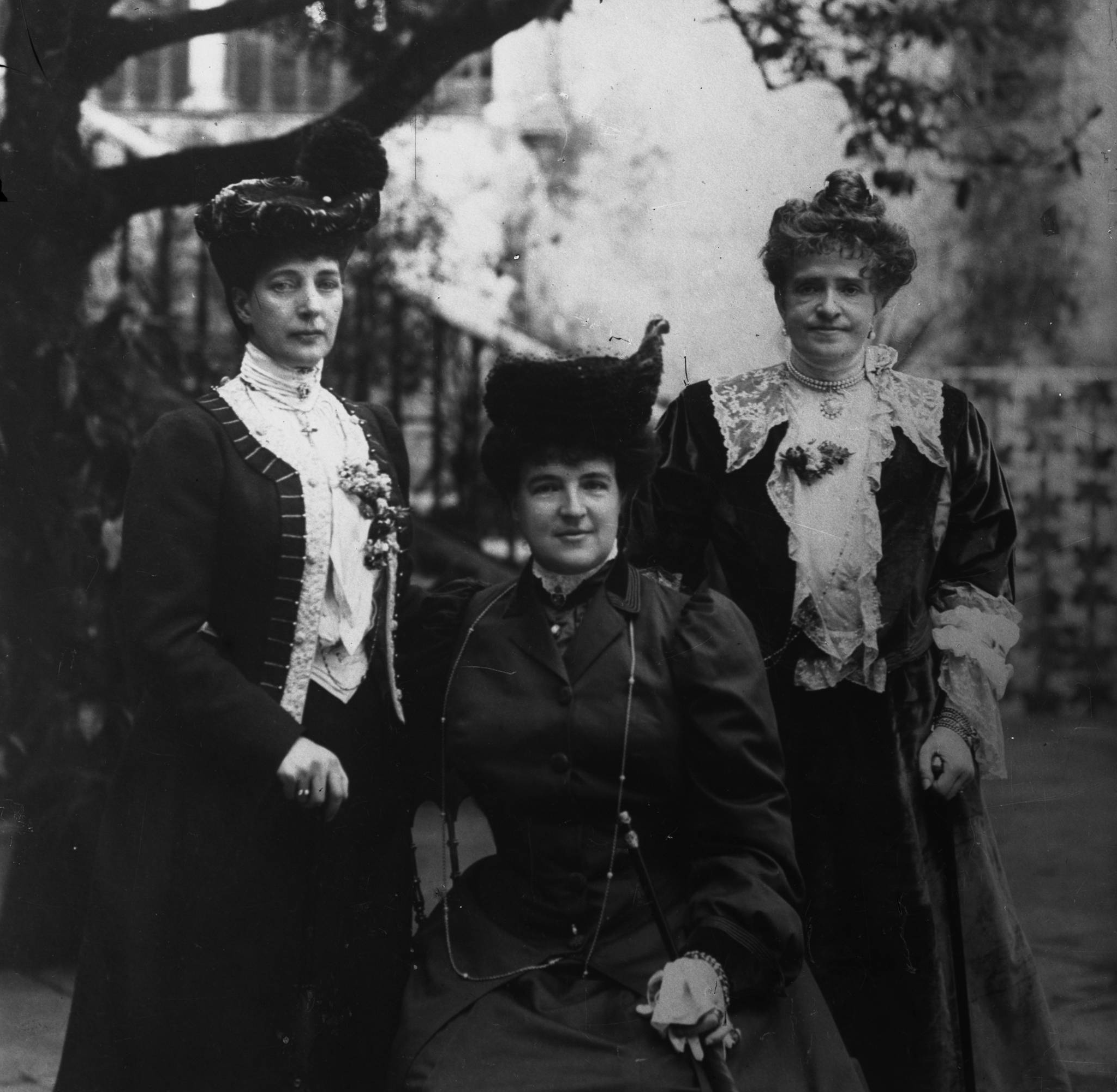
Visita da Rainha Alexandra de Inglaterra a Portugal, retrato com Dona Amélia e Dona Maria Pia.

Após a subida ao trono português de seu filho, o rei D. Carlos I, Maria Pia cedeu o protagonismo à nora, a princesa Amélia de Orleães, continuando a residir oficialmente no Palácio da Ajuda (cuja decoração se deve ao seu gosto), utilizando como residências de recreio o Palácio da Vila de Sintra e um chalé que adquiriu no Estoril. Serviu diversas vezes como regente do reino (rainha-mãe) durante as visitas oficiais do filho e da nora ao estrangeiro.
Na sequência do Regicídio de 1908, em que o seu filho, D. Carlos I, e seu neto, o herdeiro ao trono D. Luís Filipe de Bragança, foram assassinados, D. Maria Pia foi abatida pelo desgosto, começando a dar sinais de demência. Durante o breve reinado do neto mais novo, D. Manuel II, manteve-se praticamente retirada do público e quase sempre acompanhada do segundo filho, D. Afonso de Bragança, Duque do Porto.

### Exílio e morte
Com a implantação da república, em 5 de outubro de 1910, D. Maria Pia seguiu para o exílio, mas não junto aos restantes membros da família real. Partiu para o Palácio de caça de Stupinigi, no seu Piemonte natal, onde viria a falecer no ano seguinte, a 5 de julho de 1911, aos 63 anos. Foi acompanhada no exílio pela Marquesa de Nisa e por João de Benjamim Pinto, conde de Vialonga.
Foi sepultada no panteão real dos Saboias na Basílica de Superga, em Turim. Momentos antes de expirar, pediu que a voltassem no leito na direcção de Portugal, país onde permanecera durante quarenta e oito anos. Espera ainda hoje que seja cumprido o seu último desejo, o regresso a Portugal, onde possa descansar em paz junto do marido, dos filhos, dos netos e da restante família. É o único membro da família real exilada que não voltou para Portugal.

## Títulos, estilos e honrarias

Monograma de Dona Maria Pia

### Títulos e estilos
- 16 de outubro de 1847 – 6 de outubro de 1862: "Sua Alteza Real, a Princesa Maria Pia de Saboia"
- 6 de outubro de 1862 – 19 de outubro de 1889: "Sua Majestade Fidelíssima, a Rainha"
- 19 de outubro de 1889 - 1 de fevereiro de 1908: "Sua Majestade, a Rainha Viúva"
- 1 de fevereiro de 1908 - 5 de julho de 1911: "Sua Majestade, a Rainha D. Maria Pia"

### Honrarias
Enquanto rainha de Portugal, D. Maria Pia foi Grã-Mestra das seguintes Ordens:
- Ordem Real de Santa Isabel
- Ordem de Nossa Senhora da Conceição de Vila Viçosa

Honrarias Estrangeiras:
- Rosa de Ouro
- Dama da Ordem das Damas Nobres da Espanha
- Grande Cruz da Imperial Ordem de São Carlos
- Grande Dama de Honra e Devoção da Ordem Soberana e Militar de Malta[11]
- Grande Cruz da Ordem dos Santos Maurício e Lázaro[11]
- Dama da Ordem da Cruz Estrelada[11]
- Dama da Ordem de Teresa

## Descendência
- D. Carlos I, Rei de Portugal (1863-1908);[12]
- D. Afonso de Bragança, Duque do Porto (1865-1920).[12]